# Trimetilglicina
La trimetilglicina (in sigla TMG), conosciuta come betaina,  è un composto chimico derivato della glicina presente in molte piante e microbi.
La trimetilglicina è un composto di ammonio quaternario con tre gruppi metilici.
A pH neutro è uno zwitterione, cioè si presenta come sostanza elettricamente neutra con all'interno della sua molecola una carica positiva in corrispondenza dell'atomo di azoto N+ ed una negativa in corrispondenza di un atomo di ossigeno O-.
La denominazione "betaina" le fu attribuita da Scheibler, nel 1866, che la isolò dalle barbabietole da zucchero (Beta vulgaris),
Prendendo spunto dalla sua struttura zwitterionica, tutti i composti derivati da amminoacidi con questa caratteristica sono denominati in generale "betaine". Per non essere confusa con le altre betaine, viene chiamata anche glicinbetaina.
La trimetilglicina è un solido bianco combustibile e inodore. È una sostanza igroscopica, molto solubile in acqua e idrotropa. Si decompone a 310 °C, isomerizzando nell'estere metilico dell'acido dimetilaminoacetico a questa temperatura.
Il commercio si trova nella forma anidra
{\displaystyle {\ce {(H3C)3N+CH2CO2-}}}
in forma di monoidrato
{\displaystyle {\ce {(H3C)3N+CH2CO2H OH-}}}
o in forma di cloroidrato
{\displaystyle {\ce {((H3C)3N+CH2CO2H)Cl-}}}

## Produzione
La TMG viene tipicamente prodotta come sottoprodotto nella produzione dello zucchero da barbabietola. La melassa residua, da cui non è possibile cristallizzare altro saccarosio, contiene tipicamente un 3-8% (w/w) di TMG. L'estrazione è realizzata in grandi colonne riempite con resina di separazione. L'acqua è usata per eluire la melassa attraverso il sistema di colonne. Ai punti di uscita della colonna, i diversi composti della melassa, come la TMG, possono essere raccolti sotto forma di soluzione quasi pura. Questa viene poi concentrata e cristallizzata.

### Sintesi
La betaina può essere ottenuta per reazione dell'acido cloroacetico con trimetilammina:
{\displaystyle {\ce {ClCH2CO2H + (H3C)3N -> (H3C)3N+CH2CO2- + HCl}}}
La reazione viene effettuata riscaldando la miscela dei prodotti in acqua.

## Biosintesi e occorrenza in natura
La TMG non è ubiquitaria nel mondo vegetale e la concentrazione rilevata varia sensibilmente variando il genotipo. Essendo sottoposte a stress abiotico (carenza di acqua, eccessiva salinità, temperature rigide) varie piante (Amaranthaceae, Asteraceae, Chenopodiaceae, Convolvulaceae, Graminaceae, Malvaceae) sintetizzano e accumulano TMG durante la loro crescita. In genere, questi vegetali ne accumulano nel citosol e negli organuli,  utilizzando per la sua sintesi una quantità rilevante di carbonio. Il ruolo della TMG sembra essere anche quello di proteggere attivamente l’integrità degli organuli e la funzionalità dei processi metabolici in condizioni di stress.
Nella maggior parte degli organismi uni- o pluri-cellulari, la TMG viene biosintetizzata dalla colina in due passaggi ossidativi.  Dapprima la colina viene convertita in betaina aldeide, nelle piante con una reazione catalizzata dall'enzima colina monoossigenasi  e negli animali ed in molti batteri con una reazione catalizzata dalla colina deidrogenasi legata alla membrana plasmatica (numero EC 1.1.99.1) o dalla colina ossidasi solubile (numero EC 1.1.3.17). L'enzima coinvolto nel secondo passaggio, la betaina-aldeide deidrogenasi (numero EC 1.2.1.8), è lo stesso in piante, animali e batteri. In alcuni batteri, la TMG viene sintetizzata a partire dalla glicina, attraverso l'azione della glicina/sarcosina N-metiltransferasi (numero EC 2.1.1.156) e dalla sarcosina/dimetilglicina N-metiltransferasi (numero EC2.1.1.157).
È stata rilevata in concentrazioni relativamente alte: nella radice di Althea officinalis (40000 ppm), nelle foglie di Licium chinense (13800 ppm) , nei frutti di Lycium chilense (10000 ppm), nelle foglie di Chenopodium album (12200 ppm), nel grano di Amaranto (7420 ppm) e Chebopodium quinoa (6300 ppm).
La TMG si può presentare in alte concentrazioni (~ 10 mM) in molti invertebrati marini, come crostacei e molluschi, oltre che in vari microbi.

### Assunzione alimentare
L'apporto di TMG, come di altre betaine metaboliti della colina, negli animali e nell'uomo è soprattutto per via alimentare. Non sono nutrienti essenziali potendo essere sintetizzati. Si possono trovare in molti cereali.
I cibi per l'uomo con il più elevato tenore di TMG sono: quinoa, lasagne, spaghetti

## Funzione biologica
La TMG è una sostanza agendo come idrotropo e "soluto compatibile" è un regolatore degli scambi osmotici nelle cellule arrivando ad ottimizzare il metabolismo o a riattivarlo a seguito di condizioni di stress. La TMG aiuta a mantenere il turgore cellulare impedendo la perdita eccessiva di acqua e il collasso della cellula.
Il TMG è inoltre un cofattore importante nella metilazione, un processo che si verifica nelle cellule per sintetizzare e donare gruppi metilici (CH3 ) per altri processi biochimici. Questi processi includono nei mammiferi la sintesi di neurotrasmettitori come la dopamina e la serotonina. La metilazione è richiesta anche per la biosintesi della melatonina e del coenzima Q10 costituente la catena di trasporto degli elettroni.

### Funzione biologica nell'uomo
Il principale ruolo della TMG nell'uomo è nel ciclo di rimetilazione dell'omocisteina, un composto che viene generato naturalmente durante la deamminazione della metionina. L'omocisteina è stata collegata a infiammazione, depressione, forme specifiche di demenza, vari tipi di malattie vascolari e difetti nella coagulazione del sangue.Il processo di remetilazione che la converte in metionina può avvenire attraverso due vie. La via principale coinvolge l'enzima metionina sintasi, che richiede la vitamina B12 come cofattore e dipende indirettamente anche dal folato e da altre vitamine del gruppo B. La via minore coinvolge la betaina-omocisteina metiltransferasie richiede TMG come cofattore. La betaina è quindi coinvolta nella sintesi di molte molecole biologicamente importanti e può essere ancora più importante nelle situazioni in cui il principale percorso per la rigenerazione della metionina dall'omocisteina è stato compromesso da polimorfismi genetici come le mutazioni nel gene BHMT.
A livello renale la TMG è uno degli osmoliti organici con il compito di bilanciare la pressione osmotica dovuta al NaCl extracellulare, durante il processo di concentrazione dell'urina.
La TMG risulta inoltre essere un inibitore della aldoso reduttasi.

## Assunzione alimentare
L'apporto di TMG, come di altre betaine metaboliti della colina che non vengono sintetizzati in quantità adeguata, negli animali e nell'uomo, è soprattutto per via alimentare. La TMG si può trovare in molti cereali e loro derivati.
I cibi per l'uomo con il più elevato tenore di TMG sono: quinoa, lasagne, spaghetti.

## Utilizzo
Il principale utilizzo in volume della trimetilglicina è per la produzione di tensioattivi.

### Detergenti anfoteri
Legando lo zwitterione della TMG a catene alchiliche si possono produrre tensioattivi anfoteri, cioè che si comportano come tensioattivi cationici in ambiente acido e anionici in ambiente basico. Le alchilbetaine ( es. cocco-ammidopropil-betaina, dodecil-betaina ) hanno un ampio utilizzo nell'industria dei detersivi e nella cosmesi.

### Fluidi anticorrosivi
Come alchilbetaina o come TMG può essere presente nei fluidi anticorrosivi utilizzati negli impianti a circuito chiuso per il trasferimento del calore, negli impianti petroliferi o nei contenitori metallici di fluidi acquosi .

### Utilizzo cosmetico
Le alchilbetaine sono spesso presenti nelle formulazioni per la detergenza della pelle e dei capelli.
Le più presenti in shampoo e bagnoschiuma sono (denominazione INCI): COCAMIDOPROPYL BETAINE, COCO-BETAINE.
L'utilizzo di tensioattivi anfoteri derivati dalla TMG o della TMG, tale e quale, nella formulazione dei detergenti è dimostrato che riduce sensibilmente la potenzialità irritativa dei più comuni tensioattivi anionici (ad esempio SODIUM LAURYL SULFATE).
La TMG (denominazione INCI: BETAINE) viene utilizzata in creme idratanti e maschere, agendo presumibilmente come osmoprotettivo e proteggendo le cellule dalla disidratazione. La TMG può rientrare in varie formulazioni funzionali: cosmetici schiarenti, antietà,  come principio attivo oppure come co-soluto di altri principi attivi per la sua caratteristica idrotropia.

### Alimentazione animale
Le aziende zootecniche possono integrare il foraggio con TMG per aumentare la massa muscolare degli animali. L'integrazione con TMG ridurrebbe la quantità di tessuto adiposo nei suini.
Gli allevamenti di salmoni applicano il TMG per alleviare la pressione osmotica sulle cellule del salmone quando i lavoratori trasferiscono il pesce dall'acqua dolce all'acqua salata. Nell'allevamento di altre specie ittiche la TMG viene utilizzata per stimolare l'alimentazione e la crescita.

### Alimentazione umana
La TMG è considerata un nutriente non essenziale e può essere utilizzato come integratore alimentare nella alimentazione umana.
Oltre alla funzione di regolatore del metabolismo dell'omocisteina è proposto un utilizzo per migliorare le prestazioni sportive in chi è sottoposto ad intenso sforzo muscolare.
Nei soggetti sovrappeso affetti da sindrome metabolica è stato notato che all'apporto di 4g./die di TMG consegue una significativo aumento del colesterolo LDL.
La forma cloroidrata della TMG è stata proposta per la reacidificazione gastrica.

### Farmaco
La TMG è classificata nel Sistema di classificazione Anatomico Terapeutico e Chimico con codice A16AA0. Il suo utilizzo come farmaco è autorizzato sia dalla FDA che dall'EMA  per il trattamento dell'omocistinuria, una malattia genetica causata da livelli di omocisteina anormalmente alti alla nascita.  L'apporto di TMG può causare diarrea, disturbi allo stomaco o nausea.